# سوتوغاهاما
سوتوغاهاما (باليابانية: 外ヶ浜町) هي بلدية في اليابان، وبلدة في اليابان، تقع في مقاطعة هيغاشيتسوغارو، بلغ عدد سكانها 5,796  نسمة وذلك حسب إحصائيات سنة 2018، تبلغ مساحتها 230.29 كيلومتر مربع.

## الموقع
تشترك في الحدود مع:
- غوشوغاوارا، آوموري
- مقاطعة كيتاتسوغارو  [لغات أخرى]‏
- مقاطعة هيغاشيتسوغارو  [لغات أخرى]‏.